# Oretanok
Az oretanok hatalmas ókori nép tagjai voltak Hispania Tarraconensis délnyugati részében. Fővárosuk Castulo (ma Cazlona) volt, az Anas partján. Livius és Sztrabón tesz említést róluk.